# Heinkel HD 16
Хейнкель HD 16 (нем. Heinkel HD  16) — бомбардировщик-торпедоносец, состоявший на вооружении Швеции под наименованием T 1.

## Создание и эксплуатация
Heinkel HD 16 был построен в 1928 году. HD 16 обычно эксплуатировался в одноместном варианте, хотя на нескольких самолётах оборудовали кабину и для второго члена экипажа — стрелка-наблюдателя. На самолёте HD 16 стоял звездообразный мотор Armstrong Siddeley Leopard мощностью 675 л. с. Два экземпляра HD 16 были поставлены ВВС Швеции, где эти самолёты получили обозначение T 1.
Вооружение T 1 состояло из одной торпеды m/17 шведского производства (калибр 45 см, вес около 800 кг) и одного пулемёта калибром 7,7 мм. Первоначально пилот и стрелок-наблюдатель располагались в кабине бок о бок друг с другом, но впоследствии с целью улучшения обзора стрелка самолёты были переделаны таким образом, чтобы при посадке в кабину наблюдатель находился за спиной у стрелка.
T 1 ограниченно применялись шведскими ВВС для отработки торпедирования, но в целом эти самолёты эксплуатировались в Швеции довольно пассивно: T 1 с бортовым номером 2120 был списан в 1938 году после 160 часов налёта, а аналогичный самолёт с бортовым номером 2121 постигла та же участь в 1939 году после 300 часов налёта.

## Лётно-технические характеристики
| Модификация                 | HD 16                                               |
| Размах крыла, м             | 18,00                                               |
| Длина, м                    | 13,00                                               |
| Высота, м                   |                                                     |
| Площадь крыла, м2           |                                                     |
| Масса, кг                   |                                                     |
| пустого самолёта            | 2572                                                |
| нормальная взлётная         | 4570                                                |
| Тип двигателя               | 1 ПД Armstrong Siddeley Leopard                     |
| Мощность, л. с.             | 1 х 675                                             |
| Максимальная скорость, км/ч | 180                                                 |
| Крейсерская скорость, км/ч  | 170                                                 |
| Продолжительность полета, ч |                                                     |
| Практический потолок, м     |                                                     |
| Экипаж, чел                 | 1-2                                                 |
| Вооружение:                 | один 7.7-мм пулемет; одна торпеда или лёгкие бомбы; |